# Cantó de Saint-Genis-de-Saintonge
El cantó de Saint-Genis-de-Saintonge és un cantó francès del departament del Charente Marítim, situat al districte de Jonzac. Té 16 municipis i el cap és Saint-Genis-de-Saintonge.

## Municipis
- Bois
- Champagnolles
- Clam
- Clion
- Givrezac
- Lorignac
- Mosnac
- Plassac
- Saint-Dizant-du-Gua
- Saint-Fort-sur-Gironde
- Saint-Genis-de-Saintonge
- Saint-Georges-Antignac
- Saint-Germain-du-Seudre
- Saint-Grégoire-d'Ardennes
- Saint-Palais-de-Phiolin
- Saint-Sigismond-de-Clermont

| Data d'elecció                           | Identitat        | Partit                                      | Qualitat |
| ---------------------------------------- | ---------------- | ------------------------------------------- | -------- |
| 1945-19..                                | M. Baudet        | radical                                     |          |
| 19..-1964                                | Edgard Moulineau | radical                                     |          |
| 1964-2004                                | Jacques Rapp     | radical, després MRG, després divers droite |          |
| 2004-                                    | Jacky Quesson    | Divers droite                               |          |
| les dades anteriors no són pas conegudes |                  |                                             |          |
|                                          |                  |                                             |          |

| A partir de 1990: Població sense dobles comptes |